# Бокурдак
Бокурдак (туркм. Bokurdak) — посёлок городского типа в Рухабатском этрапе Ахалского велаята, Туркменистан. Через посёлок проходят автомобильная и железная дороги Ашхабад — Дашогуз.
Статус посёлка городского типа с 1947 года. До 1993 года носил название Бахардок.

## Население
| 1959 | 1970 | 1979 | 1989 |
| ---- | ---- | ---- | ---- |
| 1833 | 2525 | 3059 | 1422 |